# Typha latifolia
Typha latifolia é uma planta herbácea perene do género Typha,  da família Typhaceae. Cresce em áreas temperadas subtropicais e tropicais em todos os continentes, em regiões pantanosas. Em Portugal encontra-se no Minho, em Trás-os-Montes, e na Beira Litoral. Floresce de junho a agosto. Atinge 1,5 a 3 metros de altura e as suas folhas 2-4 cm de largura.

## Nomes comuns
Tabúa, tabúa-larga, tabúa-de-espiga-negra, morrão-dos-fogueteiros, morrião-dos-fogueteiros